# Baby What You Want Me to Do
Baby What You Want Me to Do è un brano musicale del 1959 scritto e interpretato dal musicista statunitense Jimmy Reed.

## Cover
- Nel 1963 Etta James ha pubblicato l'album dal vivo Etta James Rocks the House in cui è presente una cover del brano.
- Il celebre artista Elvis Presley ha interpretato la canzone nello speciale televisivo Elvis, noto come '68 Comeback Special, andato in onda sulla NBC il 3 dicembre 1968.
- Il cantautore statunitense Bob Dylan ha registrato una versione della canzone nel 1983 durante le sessioni per il suo album Infidels. Il brano fu poi pubblicato nel 2021 dalla Legacy Records in The Bootleg Series Vol. 16: Springtime in New York 1980–1985.